# 林丰村 (于都县)
林丰村，是中华人民共和国江西省赣州市于都县铁山垅镇所辖的行政村。林丰村位于铁山垅镇东北部。总人口758人(2005年)。林丰村包含5个自然村：老屋场、竹麻山、公婆井、西堂背、林下村。区划代码360731101203。